# Love (슈퍼스타K)
Love은 2009년 12월 8일 대한민국에 발매된 슈퍼스타K Top10의 컴필레이션 음반이다.

## 배경
- 슈퍼스타K가 끝난 기념으로 본선 진출자들이 낸 음반이다.

## 트랙 리스트
1. I Love You
2. 마주치지 말자 (Vocal. 이진)
3. 단발머리 (Vocal. 조문근)
4. 삐에로는 우릴 보고 웃지 (Vocal. 박재은)
5. 달팽이 (Vocal. 정선국)
6. 늦은 후회 (Vocal. 박나래)
7. 보라빛 향기 (Vocal. 박세미)
8. 와줘 (Vocal. 김주왕)
9. 안녕이라고 말하지마 (Vocal. 박태진)
10. 소녀시대 (Vocal. 길학미)
11. 아름다운 이별 (Vocal. 서인국)